# Władca zwierząt (serial telewizyjny)
Władca zwierząt (ang. BeastMaster) – australijsko-kanadyjsko-amerykański serial przygodowy stworzony przez Sylvio Tabeta, nadawany w latach 1999–2002.

## Emisja
Światowa premiera serialu miała miejsce 1 października 1999 r. na antenie SciFi Universal. Ostatni odcinek serialu został wyemitowany 1 maja 2002 r. W Polsce serial jest nadawany na kanale AXN.

## Obsada
- Daniel Goddard jako Dar (wszystkie 66 odcinków)[1]
- Jackson Raine jako Tao (65 odcinków)[2]
- Monika Schnarre jako czarodziejka #1 (31)
- Marjean Holden jako Arina (22)
- Steven Grives jako król Zad (34)
- Emilie de Ravin jako demon Curupira (10)
- David Paterson jako król Voden (10)
- Daniel Fitzgerald jako Sharak (9)
- Grahame Bond jako Przedwieczny (24)
- Michala Banas jako Loriel
- Dylan Bierk jako czarodziejka #2 (9)
- Samantha Healy jako demon Iara (8)
- Natalie Mendoza jako Kyra (13)
- Ivar Kants jako Slythius (9)
- Mark Lee jako Hjalmar (7)
- Nick McKinless jako Dengen (6)
- Marc Singer jako Dartanus (6)
- Brad McMurray jako umięśniony Terron (5)
- Leah Purcell jako Czarne Objawienie (6)
- Dominic Purcell jako Kelb (5)
- Simon Westaway jako Baha (4)
- Victor Parascos jako Kerik (4)
- Tasma Walton jako Caro (4)
- Jeremy Callaghan jako Balcifer (4)
- Krissie Steen jako Kama (3)
- John Seru jako strażnik #2 (3)
- Damien Garvey jako Niqit (3)
- Danielle Carter jako matka Dara (5)
- Capkin Van Alphen jako Bolak (3)
- Marton Csokas jako Qord (3)
- Mel Rogan jako Callista (3)